# Nanda Ziegler
Nanda Ziegler (nascida Joelma Fernanda Gomes da Silva; Juiz de Fora,é uma atriz e produtora brasileira.

## Biografia
Nanda Ziegler iniciou com aulas de teatro, dança e fez comerciais para a tv. Nanda se mudou para a cidade do Rio de Janeiro e foi agenciada pela "Mega Model Brasil", trabalhando em comerciais e anúncios publicitários. Estudou no "Studio Escola de Atores". Também estudou com a preparadora e atriz Camila Amado, José Celso Martinez Corrêa (renomado diretor teatral), Fátima Toledo (preparadora de atores), Sérgio Penna (preparador de atores), entre outros. É casada com o diretor Alexandre Avancini e juntos tem um filho chamado Enrico. Nanda é a filha mais nova de Carlos Alberto e Maria Aparecida Selma. Sendo a caçula de quatro filhas. Adotou o sobrenome Ziegler da avó paterna. É fluente em Português, espanhol e Inglês.

## Carreira
Nanda Ziegler debutou com personagens de grande sucesso na teledramaturgia brasileira. Em 2006 estreou na telenovela Prova de Amor, onde interpretou a garota de programa Gigi. Novela essa que alavancou a audiência da Rede Record. Em 2007 ganhou destaque com a abusada repórter Latífe, do núcleo de jornalismo da novela Vidas Opostas. Grande parte das cenas da novela foram gravadas na favela Tavares Bastos. Ainda em 2007 foi convidada para interpretar a vampira Bianca Fischer da trilogia Caminhos do Coração, Os Mutantes: Caminhos do Coração e Mutantes: Promessas de Amor. Devido ao grande sucesso a trilogia se estendeu aos anos de 2007 a 2009. Em 2011 Nanda deu vida a personagem Helena, vilã na telenovela brasileira Rebelde, produzidas pela Rede Record junto a Televisa. Em 2012 Nanda Ziegler produziu e escreveu o curta-metragem "Passagem do Tempo", com cenas rodadas em Los Angeles, CA. Em 2013 Nanda se entregou a personagem Naamá, na história bíblica de José do Egito (minissérie). Nos Estados Unidos a minissérie foi exibida em espanhol no canal Mundo Fox com o título José de Egipto. A minissérie teve cenas gravadas no Chile no Deserto do Atacama, Egito, Israel e no RecNov. Em 2013 Nanda interpretou a stripper Chuchu, em Pecado Mortal (telenovela). Novela do renomado autor Carlos Lombardi. Já em 2014 Nanda atuou no longa-metragem "O Tempo Feliz Que Passou" de André da Costa Pinto. Ainda em 2014 Nanda co-produziu e atuou no curta-metragem "Aspirina para Dor de Cabeça" de Philippe Bastos. Em 2015 Nanda interpreta mais um grande personagem, a sofredora Judite, na primeira novela bíblica do Brasil Os Dez Mandamentos (telenovela).

## Televisão
| Ano  | Título                           | Personagem     | Notas |
| ---- | -------------------------------- | -------------- | ----- |
| 2005 | Prova de Amor                    | Gigi           |       |
| 2006 | Vidas Opostas                    | Latife         |       |
| 2007 | Caminhos do Coração              | Bianca Fischer |       |
| 2008 | Os Mutantes: Caminhos do Coração | Bianca Fischer |       |
| 2009 | Mutantes: Promessas de Amor      | Bianca Fischer |       |
| 2011 | Rebelde                          | Helena Ambrust |       |
| 2013 | José do Egito                    | Naamá          |       |
| 2013 | Pecado Mortal                    | Chuchu         |       |
| 2015 | Os Dez Mandamentos               | Judite         |       |

### Filmografia
| Ano  | Título                       | Personagem      | Notas          |
| ---- | ---------------------------- | --------------- | -------------- |
| 2013 | Passagem do tempo            | Sophia          | Curta-metragem |
| 2015 | O Tempo Feliz Que Passou     | Marli           |                |
| 2016 | Aspirina Para Dor de Cabeça  | Graziela Garcia | Curta-metragem |
| 2016 | Os Dez Mandamentos - O Filme | Judite          |                |